# Đầu đạn văng mảnh dạng thanh liên tục

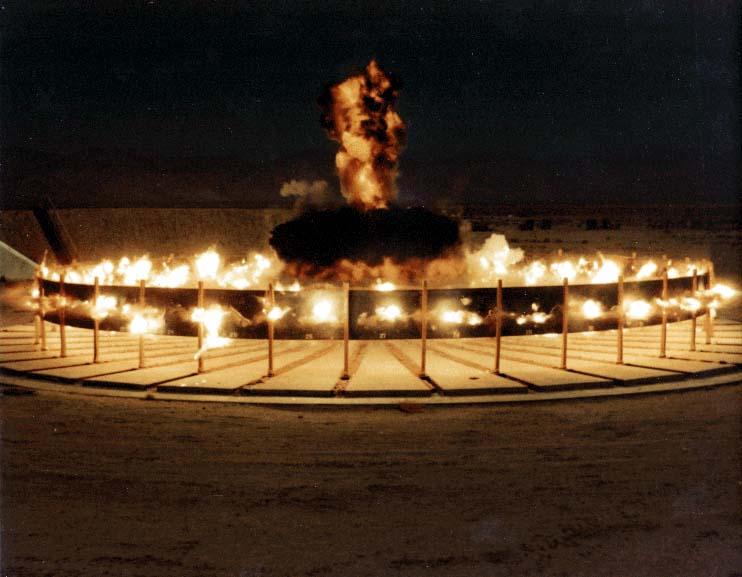
Thí nghiệm về đầu đạn nổ mảnh văng liên tục hình khuyên, 1972 tại Naval Air Weapons Station China Lake.

Continuous-rod warhead (đầu đạn văng mảnh liên tục hình khuyên) là một loại đầu đạn đặc biệt trong đó sử dụng cấu trúc mảnh văng hình khuyên liên tục, khi nổ, các mảnh văng sẽ bay ra xung quanh tạo ra một đám mây mảnh văng hình khuyên, cắt qua và phá huỷ mục tiêu. Đầu đạn loại này thường được sử dụng trong các loại tên lửa chống máy bay và tên lửa đánh chặn tên lửa.

## Đạn phòng không thời kỳ đầu
Trong thời gian diễn ra Chiến tranh thế giới lần thứ nhất, đạn súng trường và súng máy được sử dụng để phòng không. Pháo binh được sử dụng để bắn đạn phòng không tới độ cao lớn hơn, mà đạn súng trường và súng máy không thể vươn tới. Để tăng xác suất bắn trúng máy bay địch, đạn pháo được thiết kế để phát nổ ở một độ cao tương đối gần với độ cao bay của máy bay địch, khi nổ sẽ tạo ra mảnh văng tiêu diệt máy bay địch. Những vũ khí phòng không tương tự nhưng với cỡ nòng lớn hơn, tốc độ bắn lớn hơn, và cải tiến về ngòi nổ tiếp tục được sử dụng trong Chiến tranh thế giới lần thứ hai. Những viên đạn/mảnh văng khi trúng vào máy bay địch thường tạo ra các lỗ thủng trên vỏ máy bay. Trừ khi đạn/mảnh văng bắn trúng vào phi công, hoặc các phần quan trọng của máy bay như đường ống dẫn nhiên liệu, hệ thống làm mát động cơ, hệ thống dẫn thuỷ lực điều khiển các bề mặt cánh lái, còn lại đều tỏ ra vô hại với máy bay.
Một số loại đạn phòng không được thiết kế để tạo ra các mảnh đạn dài, dầy nhằm tăng mức độ thiệt hại cho cấu trúc máy bay. Các lỗ đạn trên thân máy bay do những mảnh đạn như vậy gây ra những ảnh hưởng tương đối với khả năng khí động học của máy bay, nhưng số lượng mảnh đạn sẽ bị giảm đi so với các loại đạn mảnh văng truyền thống có cùng kích thước.  Vấn đề ngày trở càng trở nên đáng chú ý hơn khi tên lửa phòng không được phát triển để thay thế cho pháo phòng không sau thế chiến 2. Tên lửa đắt đỏ và có số lượng ít hơn đạn pháo do đó yêu cầu các nhà thiết kế phải cải tiến đầu đạn để chống lại máy bay đối phương. Phương án đầu đạn văng mảnh liên tục hình khuyên được đưa ra vào năm 1952. Theo đó phòng thí nghiệm vật lý ứng dụng của trường Đại học Johns Hopkins đã phát minh ra loại đầu đạn này trong chương trình phát triển tên lửa phòng không của Hải quân Mỹ. Đến nay, chi tiết của loại đầu đạn này đã được giải mật.

## Chi tiết
Một số chẵn các thanh thép được đặt song song nhau, tạo thành một hình trụ. Ở cuối của mỗi thanh được hàn lại với nhau—thanh đầu tiên và thanh thứ hai được hàn lại ở đầu, thanh thứ hai và thanh thứ ba được hàn với nhau ở đuôi, cứ như vậy cho đến hết.

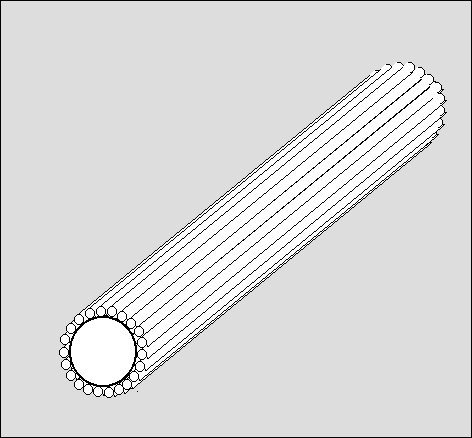
Các thanh được xếp với nhau thành hình trụ trước khi hàn (ở đây thể hiện một lớp)
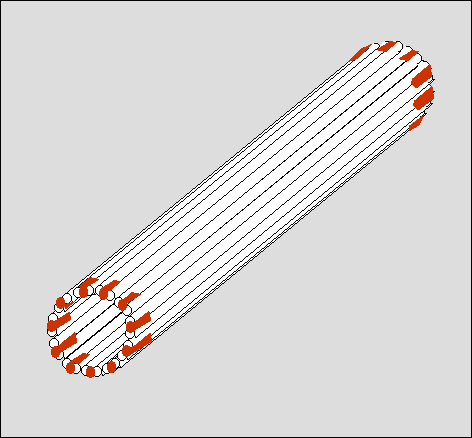
Các thanh đã hàn với nhau và sẵn sàng để nhồi thuốc nổ
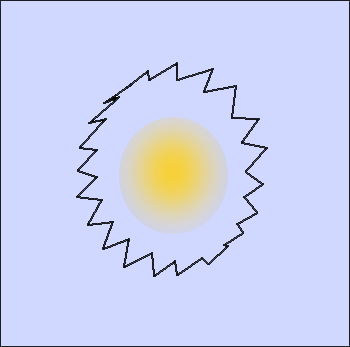
Sau khi nổ các thanh bị tung ra thành hình zig zag
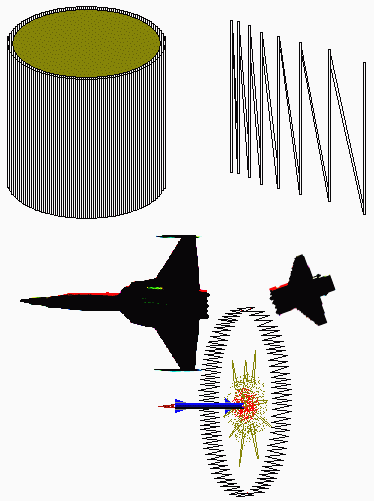
Vụ nổ làm cắt đôi thân máy bay đối phương

## Trang bị

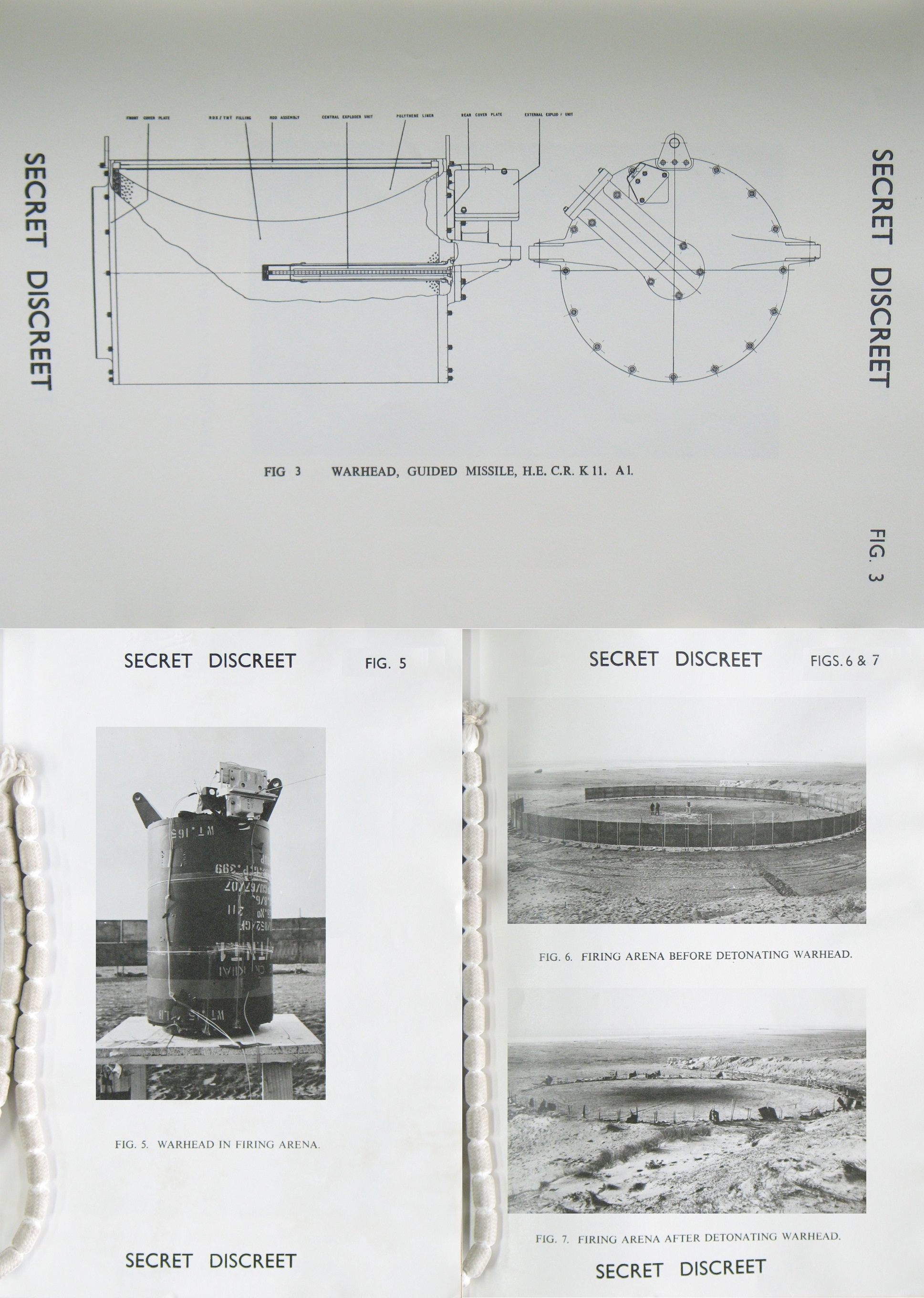
Trước và sau khi đầu đạn mảnh văng liên tục K11A1 được kích nổ trong thử nghiệm đầu nổ cho tên lửa phòng không Bloodhound Mk.2

Khi nổ, chất nổ mạnh sẽ cung cấp moment cho các thanh kim loại, làm văng các thanh ra ngoài tạo thành một vòng tròn. Áp suất từ vụ nổ sẽ tác động đều lên chiều dài của các thanh. Các thanh kim loại được chế tạo sao cho vụ nổ chỉ làm giãn cách trụ thanh kim loại mà không làm gẫy thanh kim loại hoặc làm đứt các mối hàn, vận tốc của vụ nổ được giới hạn ở dưới 1.150 m/s, cho phép thanh xuyên bị uốn cong mà không bị đứt gẫy. Hình trụ thanh xuyên ở một thời điểm nào đó sẽ có hình zig-zag hình thành khi trụ thanh xuyên bị vụ nổ làm giãn dần ra.
Đám mây mảnh văng hình trụ này khi bắn trúng thân máy bay sẽ hiệu quả hơn các loại đầu đạn mảnh văng truyền thống do diện tích tiếp xúc của trụ thanh xuyên lớn hơn các mảnh đạn văng thông thường. Máy bay đối phương khi bị thanh xuyên cắt trúng sẽ bị phá vỡ cấu trúc thân, các hệ thống ống dẫn thuỷ lực hay các bộ phận quan trọng.... Hiệu ứng của đầu đạn vẫn tồn tại một khi trụ mảnh văng vẫn còn chưa bị phá vỡ, do đó các nhà thiết kế triển khai nhiều lớp mảnh văng để tăng bán kính hiệu dụng của đầu đạn.